# Гедвига Куртс-Малер
Гедвига Куртс-Малер урожденная Эрнестина Фридерика Элизабет Малер (нем. Hedwig Courths-Mahler; 18 февраля 1867, Небра – 26 ноября 1950, Роттах-Эгерн) – немецкая писательница.
Автор более 200 популярных любовных романов. Наиболее её успешные произведения вышли общим тиражом более 100 000 экземпляров при жизни писательницы и были созданы между 1910 и 1926 годами. Подсчитано, что к моменту её смерти в 1950 году было продано 80 миллионов экземпляров её произведений.
В 1970-е годы пять романов писательницы были экранизированы на ТВ Германии.
Несмотря на традиционный взгляд Куртс-Малер на отношения между мужчиной и женщиной и критику ёё творчестве, книги автора по-прежнему пользуются популярностью у читательской аудитории, в основном женской. 
Использовала псевдонимы Релхэм, Х. Брэнд, Гонда Хаак и Роуз Бернд.

## Избранные произведения
- Die wilde Ursula, 1912
- Die Bettelprinzeß, 1914
- Griseldis, 1916
- Ich will, 1916
- Meine Käthe, 1917
- Eine ungeliebte Frau, 1918
- Die schöne Unbekannte, 1918
- Der Scheingemahl, 1919
- Die Kriegsbraut
- Die entflohene Braut
- Die rote Limusine
- Nur wer die Sehnsucht kennt
- Da sah er eine blonde Frau
- Die Heerrin von Retzbach
- Ich kann's dir nimmer sagen
- Das ist der Liebe Zaubermacht
- Nach dunklen Schatten das Gluck
- Dorrit und ihre Schwester
- An deinem Herzen fur immer geborgen
- Sag, wo weiltest du so lange?
- Sie hatten einander so lieb
- Was tut man nicht für Dorothy
- Mein liebes Mädel
- Nur dich allein
- Was Gott zusammenfugt
- Prinzess Lolo
- Ich lieb'in dir die ganze Welt
- Lady Gwendolins Ebenbild
- Du darfst nicht von mir gehen
- Fraulein Sonnenschein
- Die Schwestern Herfort
- Das Amulett der Rani
- Das Schicksals Wellen
- Ihr Geheimnis
- Von Schwerer Last befreit
- Heidelerche
- Du hast mein Herz bezwungen
- Das Drama von Glossow
- Durch Liebe erlost
- Im Gluck vereint
- Die Sonne von Lahori
- Dich muss ich lieben immerdar
- Die Herrin von Armada'